# Смит, Александр (поэт)
Александр Смит  (Alexander Smith, 1829/1830 Килмарнок – 5 января 1867 Эдинбург), шотландский поэт и эссеист, главный представитель так называемой «спазмодической школы» английской поэзии.
Александр Смит был старшим из восьми или, возможно, девяти детей Джона Смита (1803-1884) и его жены Кристины урожденной Мюррей (1804-1881). Отец был дизайнером образцов для торговли текстилем и работал в Пейсли, а также в Килмарноке. Семья переехала в Глазго, когда Александру было около восьми лет. В детстве Александр  был поражен лихорадкой, из-за которой он стал крив на один глаз. По другим сведениям косоглазие произошло в результате лихорадки головного мозга, котороё они болел позже, в Глазго, или, возможно, от удара по голове, когда Александр подвергся нападению со стороны бандитской группировки. Подробности его обучения невелики, но известно, что оно началось в Пейсли и продолжилось в школе на улице Джон-стрит в Глазго.
Скоро обнаружилась его склонность к поэзии. Александр был заядлым читателем, и с единомышленниками стал соучредителем Аддисонианского литературного общества Глазго. Ранние стихи были опубликованы в периодическом издании «Гражданин Глазго», чей владелец и редактор Джеймс Хеддервик стал его покровителем и другом. Успех его первого тома стихов, «Жизненная драма и другие стихи» (1853), принес ему известность и влиятельных сторонников. Это привели к тому, что он был назначен секретарем Эдинбургского университета в 1854 году.
В Эдинбурге Александр познакомился с Сидни Добеллем, и результатом их совместной работы явились: «Военные сонеты» (War Sonnets, 1855), представлявшие отголосок Крымской войны. Написав еще «Городские стихи» (City Poems, 1857) и эпическую поэму «Edwin of Deira» (1861), Смит перешел к прозе. В Эдинбурге Смит был близким соседом пейзажиста Горацио МакКаллоха, который также вырос в Глазго, и оба стали крепкими друзьями. Жена МакКаллоха, Марселла МакЛеллан, была с острова Скай, где МакКаллох писал много картин с изображением гор Куиллин. Он и Александр Николсон, уроженец острова Скай, живущий в Эдинбурге, познакомили Смита с островом. Это оказало глубокое влияние на оставшиеся годы Смита.
24 апреля 1857 года Смит женился на двоюродной сестре Марселлы, Флоре Николсон Макдональд (1829–1873), в Орд-Хаусе, доме ее родителей на полуострове Слит в Скай. Пара возвращалась на Скай каждое лето, и остров вдохновил Александра на произведение, благодаря которому Смит больше всего известен сегодня: «Лето в Скай» (A Summer in Skye, 1865).
Более поздние годы Смита принесли финансовые сложности. Его зарплата в университете была увеличена до 200 фунтов стерлингов в год, но из-за враждебной критики его произведения стали мало покупать. Он должен был поддерживать растущую семью и содержать «Гесто Виллу», большой дом в Варди, который был куплен для них дядей Флоры, который сделал свое состояние в Индии.
Последним его произведением было «Alfred Hagart’s Household» (1866).
Александр заболел дифтерией в ноябре 1866 года. Это усугубилось брюшным тифом.  Он умер дома 5 января 1867 года в возрасте тридцати семи лет  и был похоронен пять дней спустя на кладбище Уорристон. Его крест из красного песчаника стоит рядом со старыми Восточными Воротами. Проект памятника был разработан Джеймсом Драммондом (1816–1877) и выложен каменной кладкой Джоном Риндом с бронзовой головой, добавленной Уильямом Броди.